# Plumlov
Plumlov (en allemand : Blumenau ou Plumau) est une ville du district de Prostějov, dans la région d'Olomouc, en Tchéquie. Sa population s'élevait à 2 254 habitants en 2025.

## Géographie
Plumlov se trouve à 7 km à l'ouest de Prostějov, à 35 km au sud-sud-est d'Olomouc et à 198 km à l'est-sud-est de Prague.
La commune est limitée par Vícov au nord, par Ohrozim au nord-est, par Mostkovice à l'est, par Krumsín au sud, et par la zone militaire de Březina à l'ouest.

## Histoire
L'origine du village remonte à la fin du XIIIe siècle. Le château de Plumlov fut construit vers 1270 par le roi Ottokar II de Bohême. Plumlov a le statut de ville depuis le 20 octobre 2000.

## Administration
La commune se compose de quatre sections :
- Plumlov
- Hamry
- Soběsuky
- Žárovice

## Galerie

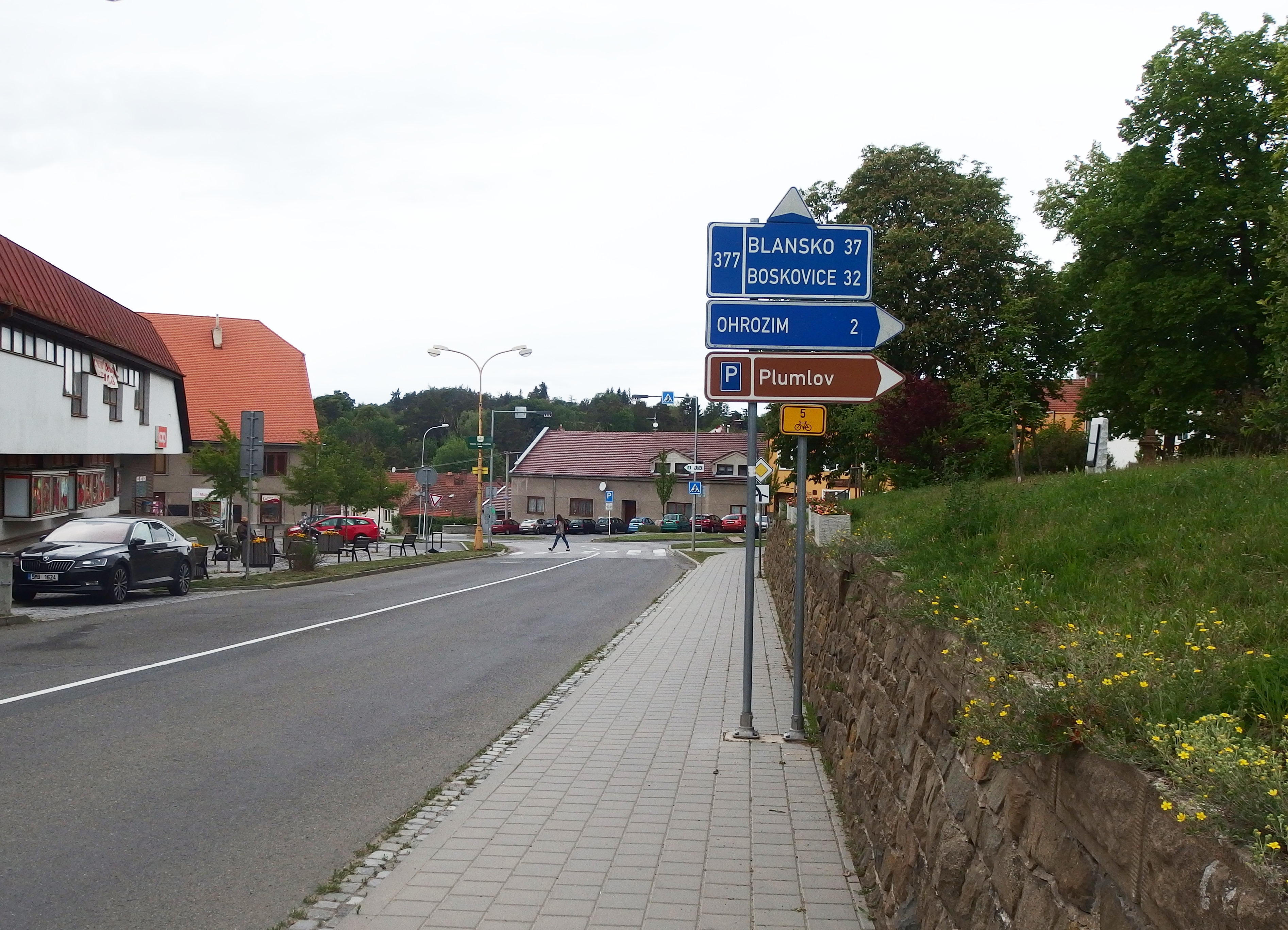
Plumlov : place principale.
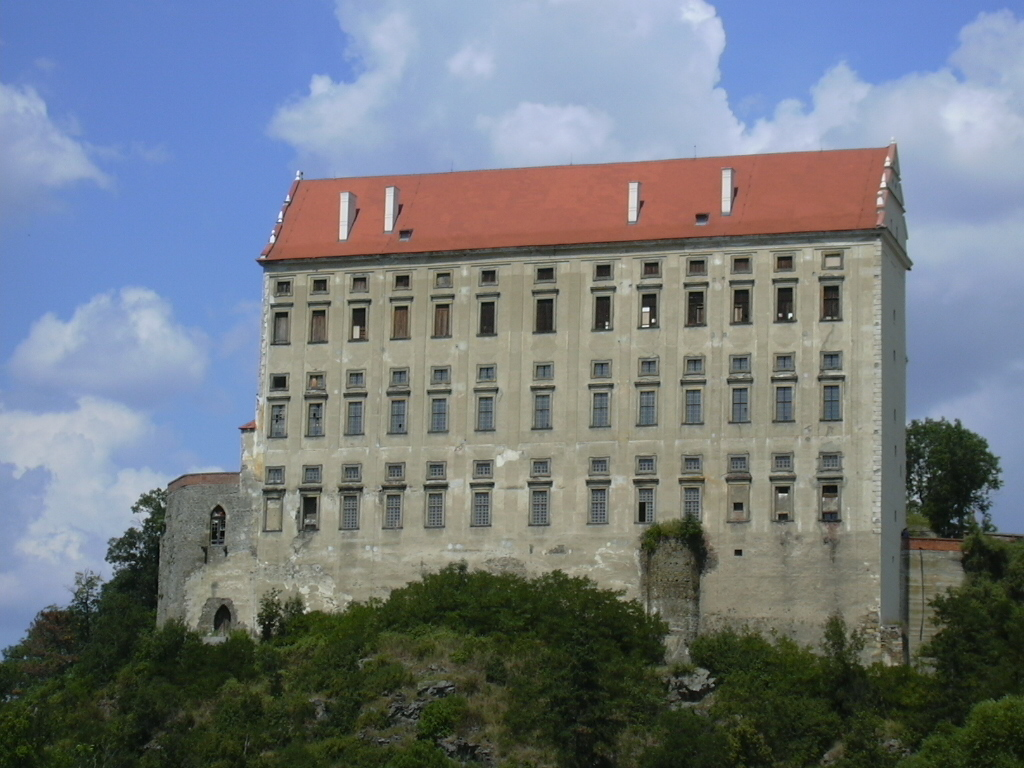
Château de Plumlov.

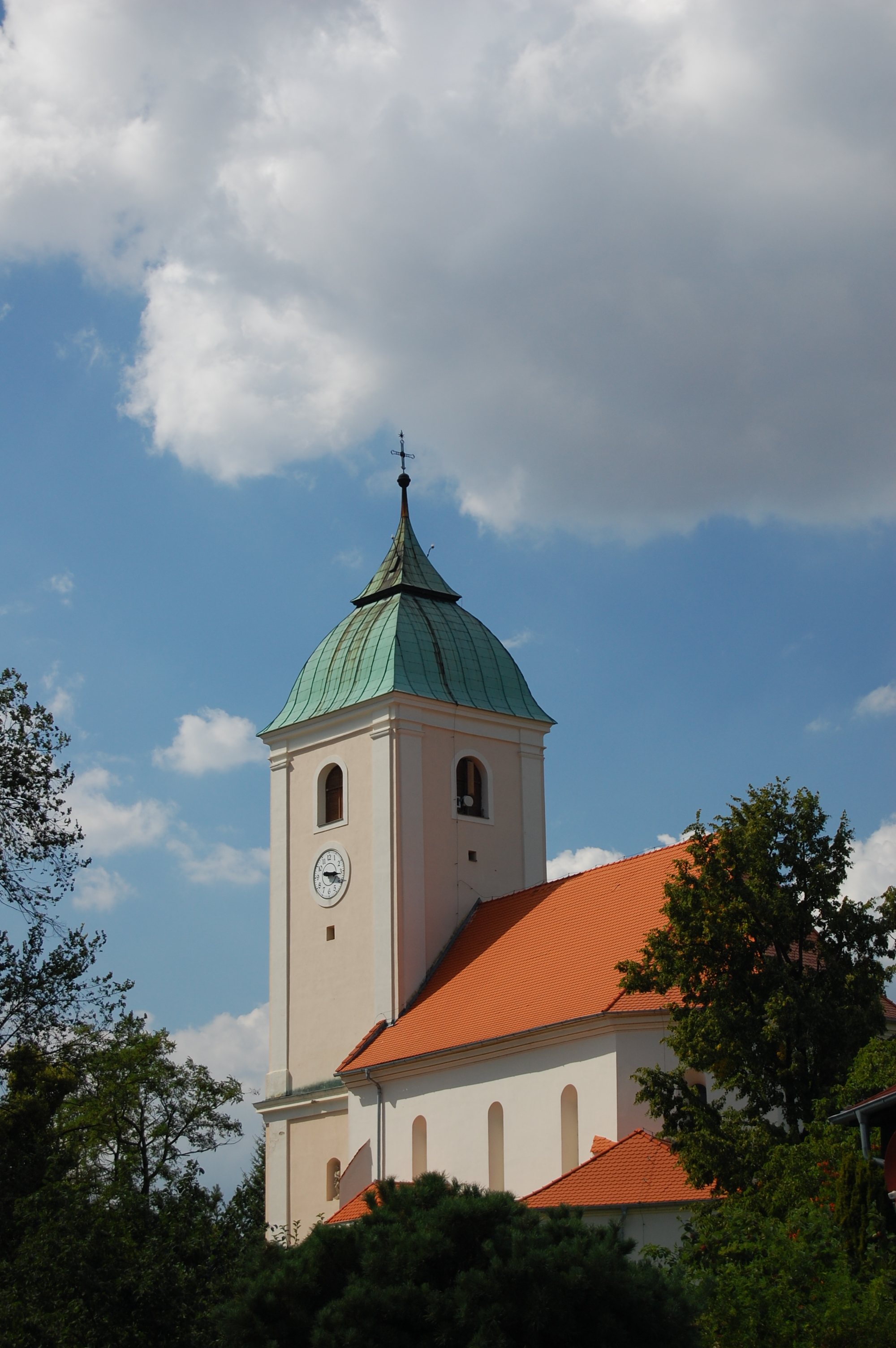
Église de la Sainte-Trinité.
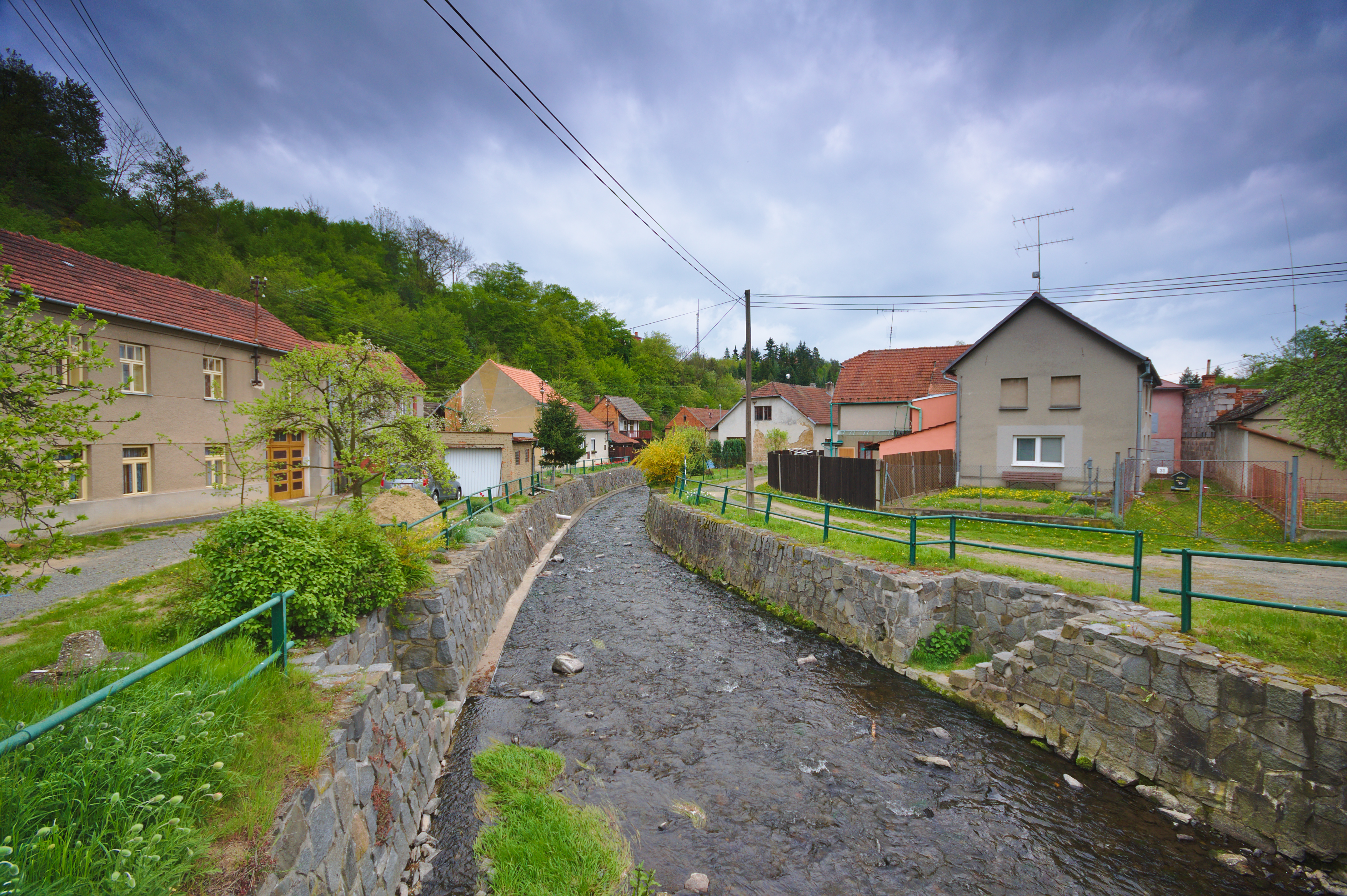
Rivière Hloučela à Hamry.

## Transports
Par la route, Plumlov se trouve à 9 km de Prostějov, à 31 km d'Olomouc et à 264 km de Prague.

## Personnalités
- Josef Frank (1909-1952), homme politique tchécoslovaque.